# 細川元有
細川 元有（ほそかわ もとあり）は、室町時代後期から戦国時代にかけての武将。和泉国半国守護。細川和泉上守護家7代当主。官職は刑部少輔。

## 略歴
長禄3年（1459年）、細川常有（細川教春の弟）の四男として誕生した。兄に頼常、政有（将軍・足利義政より「政」の字を賜う）がいる。
当初は兄・政有が家督を継承していたため、禅僧として建仁寺に入って雪渓源猷と号した。文明12年（1480年）に還俗し、その翌年に政有が死去したため、父の命令で家督を継ぐことになった。
文明12年（1480年）10月から明応9年（1500年）9月まで和泉国守護を務めた。
明応4年（1495年）、同じ和泉国半国守護（下守護）であった細川政久と共に畠山尚順と手を結び、本家筋の細川政元と敵対したが、政元に敗れて降伏し、その家臣となった。このため、明応9年（1500年）8月、畠山尚順らによって居城の岸和田城を攻められた。同年9月2日、城は落城して元有は戦死した。享年42。
死後は嫡男・元常が跡を継いだ。

## 系譜
- 父：細川常有
- 母：不詳
- 正室：細川成之娘
  - 嫡男：細川元常（1482年 - 1554年）
- 側室：三淵晴貞娘？
  - 男子：三淵晴員（1500年 - 1570年）？ - 三淵晴恒の養子
- 側室：越智氏女
- 生母不明の子女
  - 男子：松浦有盛？ - 五郎次郎

## 偏諱を与えた人物
- 佐々木有吉 - 元有の重臣[5]。立英から改めた[5]。将監[5]。